# Damià Estela i Molinet
Damià Estela i Molinet   (Besalú, 18 de desembre de 1904 - Girona, 14 d'abril de 1979) fou un eclesiàstic català, rector del Seminari de Girona.
Als deu anys va estudiar humanitats i filosofia al Seminari de Girona i als setze va ser enviat a Roma per estudiar a la Pontificia Universitat Gregoriana, on es va doctorar en filosofia, teologia i dret canònic. Va ser ordenat sacerdot l'any 1928 i va exercir de vicari a Maçanet de la Selva, Blanes, Figueres. El 1936 va deixar un testimoni escrit de primera ma sobre l'esclat de la guerra civil i de la persecució religiosa que desencadenà. Durant els anys de la guerra va servir a la diòcesi de Versalles i a Toledo. Després va exercir a Salt i va conduir la reconstrucció del Seminari, com a director el 1939, com a vicerector el 1944 i com a rector de 1952 fins a 1969. L'any 1970 va signar la primera petició gironina d'amnistia. Va morir a Girona el 14 d'abril de 1979.